# Marco Ladner
Marco Ladner (ur. 22 kwietnia 1998 w Zams) – austriacki narciarz dowolny.

## Kariera
Narciarstwo dowolne uprawia od 2009. 24 października 2011 zadebiutował w międzynarodowych zawodach, biorąc udział w zawodach halfpipe'u w Saas-Fee w ramach Pucharu Europy, kończąc zawody na 20. pozycji. W Pucharze Świata zadebiutował 22 sierpnia 2012 w nowozelandzkiej Cardronie, zajmując 27. miejsce w tej samej konkurencji. W 2013 został mistrzem Austrii w halfpipe'ie. W 2014 wystartował na igrzyskach olimpijskich w halfpipe'ie, w którym uplasował się na 19. pozycji. Dzięki występowi na igrzyskach stał się najmłodszym narciarzem dowolnym w historii zawodów olimpijskich. Był też najmłodszym Austriakiem na tych igrzyskach.
W styczniu 2015 zajął 6. miejsce w halfpipe'ie na mistrzostwach świata.

## Życie prywatne
Rodzice Ladnera prowadzą firmę, zajmującą się dowozem ludzi na stoki narciarskie. Narciarz ma również starszego brata Sandro. Oprócz ojczystego języka niemieckiego potrafi porozumieć się także w języku angielskim.

## Osiągnięcia

### Igrzyska olimpijskie
| Miejsce | Dzień     | Rok  | Miejscowość | Konkurencja | Zwycięzca  |
| ------- | --------- | ---- | ----------- | ----------- | ---------- |
| 19.     | 18 lutego | 2014 | Soczi       | Halfpipe    | David Wise |